# Лантыш
Лантыш — деревня в Ленском районе Архангельской области. Входит в состав Сафроновского сельского поселения.

## География
Находится в юго-восточной части Архангельской области на расстоянии приблизительно 3 км на юго-восток по прямой от административного центра района села Яренск.

## История
Учтена была еще в 1608 году как деревня с 16 дворами, в 1710 году было 10 дворов. В 1859 году здесь (деревня Яренского уезда Вологодской губернии) было учтено 18 дворов.

## Население
Численность населения: 123 человека (1859 год), 30 (русские 94 %) в 2002 году, 1 в 2010.